# Blankenburger See (Oldenburg)
Der Blankenburger See ist ein Baggersee im östlichen Stadtgebiet von Oldenburg. Er liegt außerhalb der großstädtischen Bebauung jenseits der Bundesautobahn 29 und unmittelbar südlich der Hunte. Er ist nach dem angrenzenden ehemaligen Kloster Blankenburg bzw. der östlich liegenden Blankenburger Mark benannt.
Der See hat eine Wasserfläche von 21,5 Hektar und ist maximal 16 Meter tief. Er ist von beinahe rechteckiger Gestalt und misst in Nord-Süd-Richtung rund 700 Meter, in Ost-West-Richtung rund 300 Meter. Er liegt auf Meeresspiegelniveau (0 Meter über NN). Die Hunte fließt im Norden des Sees in 500 m Entfernung. Die Bundesautobahn 29 verläuft in rund 50 Metern Abstand zum Westufer. Für den Bau der Rampe der Autobahn zur Hochbrücke über die Hunte war es erforderlich, dem Boden in großem Umfang Sand zu entnehmen. Dem Autobahnbau verdankt der Blankenburger See, wie auch die nördlich und südlich gelegenen Baggerseen auf dem Gebiet der Stadt Oldenburg, seine Entstehung.
Der See liegt in der Huntemarsch. Unmittelbar nördlich und westlich befindet sich auf einer Geestinsel ein rund 55 Hektar großes Waldgebiet. Das sonstige Umland des Sees besteht aus (alt)marschtypischem Dauergrünland.
Der Blankenburger See wird von Tauchern als Tauchspot genutzt. Am Süd- und am Westufer des Sees ist Nacktbaden erlaubt.
Der See wird vom Sportfischer-Verein Oldenburg e. V. als Angelgewässer genutzt. 2010 wurden Aal, Barsch, Hecht, Karpfen, Rotauge und Zander aus dem See gemeldet.